# Charlotte van Gils
Charlotte van Gils (Velsen, 5 juli 1986) is een Nederlandse snowboardster.

## Carrière
Op de FIS wereldkampioenschappen snowboarden 2011 in La Molina eindigde Van Gils als negende op het onderdeel slopestyle. In Oslo nam de Nederlandse deel aan de WSF wereldkampioenschappen snowboarden 2012, op dit toernooi eindigde ze als zeventiende op het onderdeel slopestyle. Op 26 februari 2012 debuteerde Van Gils in Stoneham in de wereldbeker snowboarden, bij haar debuut boekte ze direct haar eerste wereldbekerzege.

## Resultaten

### Wereldkampioenschappen
| FIS  | FIS       | FIS           |
| Jaar | Plaats    | Resultaten    |
| ---- | --------- | ------------- |
| 2011 | La Molina | 9e Slopestyle |

| WSF  | WSF    | WSF            |
| Jaar | Plaats | Resultaten     |
| ---- | ------ | -------------- |
| 2012 | Oslo   | 17e Slopestyle |

### Wereldbeker

#### Eindklasseringen
| Seizoen   | Algm | SBS  |
| --------- | ---- | ---- |
| 2011/2012 | 9e   | Goud |

#### Wereldbekerzeges
| Datum            | Plaats   | Onderdeel  |
| ---------------- | -------- | ---------- |
| 26 februari 2012 | Stoneham | Slopestyle |